# Ingrandes, Vienne
Ingrandes är en kommun i departementet Vienne i regionen Nouvelle-Aquitaine i västra Frankrike. Kommunen ligger i kantonen Dangé-Saint-Romain som tillhör arrondissementet Châtellerault. År 2022 hade Ingrandes 1 704 invånare.

## Befolkningsutveckling
Antalet invånare i kommunen Ingrandes
| Referens: INSEE |